# Campionato Vaticano
Il Campionato della Città del Vaticano, noto semplicemente come Campionato Vaticano è la competizione calcistica più importante nella Città del Vaticano. Fondato nel 1972, le partite si svolgono nel Campo Pio XI, in via Santa Maria Mediatrice a Roma, per mancanza di spazio nel microstato.

## Storia
La prima competizione calcistica in Vaticano fu la Coppa Vaticano, che si svolse nel 1947: le squadre "Ville Pontificie" e "Fabbrica di San Pietro" si sarebbero dovute scontrare in una finale, ma questa non si disputò per via di incomprensioni. Nel 1972 fu fondata la Coppa Amicizia, il primo vero e proprio campionato dello Stato Pontificio.

## Formula
Con cadenza annuale (a parte alcuni periodi in cui non è stato disputato), il Campionato Vaticano ha avuto diversi numeri di squadre (attualmente 13). Si svolge da gennaio a marzo. In passato, per mancanza di giocatori, il torneo – originariamente e attualmente di calcio a 11 – è stato anche a 5, a 8 e a 9.

## Albo d'oro
| Stagione  | Vincitore                                        |
| --------- | ------------------------------------------------ |
| 1947      | finale non disputata                             |
| 1973      | Osservatore Romano                               |
| 1974      | Fortitudo 2007                                   |
| 1975-1977 | non disputato                                    |
| 1978      | Archivio Segreto (1)                             |
| 1979      | Osservatore Romano (2)                           |
| 1980      | Archivio Segreto (2)                             |
| 1981      | Edilizia                                         |
| 1982      | Hercules Biblioteca                              |
| 1983      | SS Hermes (1)                                    |
| 1984      | Virtus Vigilanza                                 |
| 1985      | Teleposte (1)                                    |
| 1986      | Teleposte (2)                                    |
| 1987      | Osservatore Romano (3)                           |
| 1988      | Servizi Tecnici                                  |
| 1989      | SS Pietro e Paolo                                |
| 1990      | Dirseco (1)                                      |
| 1991      | Dirseco (2)                                      |
| 1992      | SS Pietro e Paolo (2)                            |
| 1993      | Dirseco (3)                                      |
| 1994      | Dirseco (4)                                      |
| 1995      | Dirseco (5)                                      |
| 1996-2000 | non disputato                                    |
| 2001      | SS Pietro e Paolo (3)                            |
| 2002-2004 | non disputato                                    |
| 2005      | MV New Team (2)                                  |
| 2006      | Cirioni (1)                                      |
| 2007      | Cirioni (2)                                      |
| 2008      | SS Pietro e Paolo (4)                            |
| 2009      | Gendarmeria                                      |
| 2010      | Dirseco (6)                                      |
| 2011      | Dirseco (7)                                      |
| 2012      | Dirseco (8)                                      |
| 2013      | San Pietro Team (1)                              |
| 2014      | San Pietro Team (2)                              |
| 2015      | MV New Team (3)                                  |
| 2016      | MV New Team (4)                                  |
| 2017      | Santos                                           |
| 2018      | OPBG (1)                                         |
| 2019      | OPBG (2)                                         |
| 2020-2021 | non disputato a causa della pandemia di COVID-19 |
| 2022      | OPBG (3)                                         |
| 2023      | OPBG (4)                                         |
| 2024      |                                                  |
| 2025      | Archivio Calcio (3)                              |